# Filmworks XXII: The Last Supper
 Filmworks XXII: The Last Supper je soundtrack ke krátkému filmu The Last Supper režiséra Arno Boucharda z roku 2009. Jedná se o dvaadvacátou část série Filmworks Johna Zorna. Album vyšlo v listopadu 2008 pod hlavičkou vydavatelství Tzadik Records a jeho producentem byl John Zorn.

## Seznam skladeb
Autorem všech skladeb je John Zorn.
| Pořadí         | Název                        | Délka |
| -------------- | ---------------------------- | ----- |
| 1.             | Somnambulisme                | 2:12  |
| 2.             | Opening Invocation           | 2:13  |
| 3.             | Virgin Sacrifice             | 3:25  |
| 4.             | Vespers                      | 3:37  |
| 5.             | Spiral                       | 3:17  |
| 6.             | The Last Supper              | 1:55  |
| 7.             | The Colors of Blood          | 2:47  |
| 8.             | Sexaltation                  | 2:35  |
| 9.             | Dance for the Vernal Equinox | 1:35  |
| 10.            | Tarot                        | 1:43  |
| 11.            | Time Travel                  | 2:27  |
| 12.            | Le Diable                    | 2:01  |
| 13.            | Exhaltation                  | 2:01  |
| 14.            | Futur Primitif               | 5:34  |
| 15.            | Blood Ritual                 | 2:39  |
| 16.            | In Alium                     | 6:29  |
| Celková délka: | Celková délka:               | 46:38 |

## Obsazení
- Cyro Baptista – perkuse
- Lisa Bielawa – zpěv
- Caleb Burhans – zpěv
- Martha Cluver – zpěv
- Abby Fischer – zpěv
- Kirsten Sollek – zpěv
- John Zorn – perkuse